# 杰夫·法布里
杰夫·法布里（英語：Jeff Fabry，1973年4月14日—），美国男子射箭运动员。他曾代表美国参加2004年、2008年和2012年夏季残疾人奥林匹克运动会射箭比赛，获得一枚金牌和三枚铜牌。